# Coleophora squamella
Coleophora squamella is een vlinder uit de familie kokermotten (Coleophoridae). De wetenschappelijke naam is voor het eerst geldig gepubliceerd in 1885 door Constant.
De soort komt voor in Europa.